# Claudio Panatta
Claudio Panatta (Roma, 2 febbraio 1960) è un ex tennista italiano.
Fratello del più noto Adriano, vanta un torneo del circuito maggiore in singolare su quattro finali disputate e sei titoli in doppio su tredici finali, oltre a due titoli Challenger su altrettante finali raggiunte. Numero uno italiano in singolare per 27 settimane complessive, è stato numero 46 in singolare e 45 in doppio nel ranking ATP. Fu componente della squadra italiana di Coppa Davis.

## Carriera
Il 22 febbraio 1982, sul rosso del torneo del Cairo, giunse per la prima volta in finale in un torneo del circuito maggiore, dove fu sconfitto da Brad Drewett con un doppio 6-3. Il 20 settembre dello stesso anno, grazie alla posizione numero 70 nel ranking ATP, diventò il nuovo numero uno italiano scavalcando Corrado Barazzutti, primato detenuto complessivamente per 27 settimane.
Il 18 giugno 1984 stabilì la sua migliore classifica ATP in carriera issandosi al n° 46.
Il 21 aprile 1985 fu il giorno della conquista del suo unico titolo ATP, sulla terra rossa del torneo di Bari. Nella sua seconda finale in carriera superò Lawson Duncan al tie-break del set decisivo, con il punteggio di 6-2, 1-6, 7-6. Diventò così il settimo giocatore italiano ad aggiudicarsi un trofeo del circuito maggiore. Il mese successivo prese parte al torneo WCT di Forest Hills dove, dopo aver superato agevolmente i primi tre turni, nei quarti di finale, disputati il 10 maggio sulla terra verde del campo centrale del West Side Tennis Club, costrinse al tiebreak del terzo set il n. 1 del mondo John McEnroe (3-6, 6-2, 6(5)-7).
Il 16 giugno 1985 disputò la sua terza finale ATP. Sul rosso del torneo di Bologna, dove era accreditato della testa di serie n. 4, fu sconfitto nell'atto conclusivo della manifestazione da Thierry Tulasne, n. 3 del tabellone, che gli concesse soltanto due giochi (6-2, 6-0).
Il 13 febbraio del 1986 fu sconfitto al primo turno del torneo di Boca West, di categoria equivalente all'attuale Masters 1000, dal n. 3 del mondo Jimmy Connors con il punteggio di 7-6(4), 3-6, 6-7(3).
Il 29 giugno 1986, sulla terra rossa di Clermont Ferrand, conquistò il suo primo titolo Challenger in carriera battendo in semifinale il qualificato Guillermo Pérez Roldán al tiebreak del terzo set, e, nell'ultimo atto, la wild card Victor Pecci, ritiratosi per infortunio nel secondo set dopo avere perso il primo (6-3, 2-1 rit.).
Nel 1987 giunse ai quarti di finale del torneo di Firenze, superando al primo turno la wild card Francesco Cancellotti in due set e, negli ottavi di finale, il diciassettenne Andre Agassi per 6-2, 7-6, prima di arrendersi a Guillermo Pérez Roldán con il punteggio di 6-3, 6-1.
Il 22 maggio 1988, nel torneo di Firenze, al quale prese parte grazie a una wild card, raggiunse la sua quarta e ultima finale ATP in carriera diventando il tennista italiano con il ranking più basso (253) ad avere disputato l'atto finale di un torneo del circuito maggiore. A impedirgli di sollevare il suo secondo trofeo fu Massimiliano Narducci, che si impose in tre set con lo score di 3-6, 6-1, 6-4.
Sempre nel 1988 vinse il suo secondo titolo Challenger, sulla terra rossa di Messina, sconfiggendo in finale il peruviano Alejandro Aramburu in tre set (5-7, 6-2, 6-1).
Dal 1983 al 1987 indossò la maglia della squadra italiana di Coppa Davis disputando diciannove incontri tra singolare e doppio, con un bilancio di sette vittorie e dodici sconfitte.
Fu campione italiano assoluto in singolare nel 1985 e quattro volte campione assoluto italiano in doppio (1980-1981-1982 con il fratello Adriano, e nel 1983 con Corrado Barazzutti). Vanta vittorie anche su Johan Kriek (2), Jimmy Arias, José Luis Clerc, José Higueras, Emilio Sánchez, Corrado Barazzutti e contro il fratello Adriano.

## Statistiche

### Singolare

#### Vittorie (1)
| Legenda         |
| Grande Slam (0) |
| Grand Prix (1)  |

| Numero | Data           | Torneo                                | Superficie  | Avversario in finale | Punteggio     |
| 1.     | 21 aprile 1985 | Hypo Group Tennis International, Bari | Terra rossa | Lawson Duncan        | 6-2, 1-6, 7-6 |

#### Finali perse (3)
| Legenda         |
| Grande Slam (0) |
| Grand Prix (3)  |

| Numero | Data             | Torneo                       | Superficie  | Avversario in finale  | Punteggio     |
| 1.     | 28 febbraio 1982 | Cairo Open, Il Cairo         | Cemento     | Brad Drewett          | 3-6, 3-6      |
| 2.     | 16 giugno 1985   | ATP Bologna Outdoor, Bologna | Terra rossa | Thierry Tulasne       | 2-6, 0-6      |
| 3.     | 22 maggio 1988   | ATP Firenze, Firenze         | Terra rossa | Massimiliano Narducci | 6-3, 1-6, 4-6 |

### Doppio

#### Vittorie (6)
| Legenda         |
| Grande Slam (0) |
| Grand Prix (6)  |

| Numero | Data              | Torneo                                        | Superficie  | Compagno           | Avversari in finale                  | Punteggio     |
| 1.     | 14 aprile 1985    | ATP Nizza, Nizza                              | Terra rossa | Pavel Složil       | Loïc Courteau Guy Forget             | 3-6, 6-3, 8-6 |
| 2.     | 21 aprile 1985    | Hypo Group Tennis International, Bari         | Terra rossa | Alejandro Ganzábal | Marcel Freeman Laurie Warder         | 6–4, 6–2      |
| 3.     | 4 ottobre 1987    | Campionati Internazionali di Sicilia, Palermo | Terra rossa | Leonardo Lavalle   | Petr Korda Tomáš Šmíd                | 3-6, 6-4, 6-4 |
| 4.     | 31 luglio 1988    | Bordeaux Open, Bordeaux                       | Terra rossa | Joakim Nyström     | Christian Miniussi Diego Nargiso     | 6-1, 6-4      |
| 5.     | 25 settembre 1988 | Hypo Group Tennis International, Bari         | Terra rossa | Thomas Muster      | Francesco Cancellotti Simone Colombo | 6–3, 6–1      |
| 6.     | 17 aprile 1989    | Athens Open, Atene                            | Terra rossa | Tomáš Šmíd         | Gustavo Giussani Gerardo Mirad       | 6–3, 6–2      |

#### Finali perse (7)
| Legenda         |
| Grande Slam (0) |
| Grand Prix (7)  |

| Numero | Data              | Torneo                                        | Superficie  | Compagno          | Avversari in finale           | Punteggio     |
| 1.     | 16 settembre 1984 | Campionati Internazionali di Sicilia, Palermo | Terra rossa | Henrik Sundström  | Tomáš Šmíd Blaine Willenborg  | 7-6, 3-6, 0-6 |
| 2.     | 11 agosto 1985    | Austrian Open, Kitzbühel                      | Terra rossa | Paolo Canè        | Emilio Sánchez Sergio Casal   | 3-6, 6-3, 2-6 |
| 3.     | 15 giugno 1986    | Bologna Open, Bologna                         | Terra rossa | Blaine Willenborg | Paolo Canè Simone Colombo     | 6–1, 6–2      |
| 4.     | 23 giugno 1986    | Athens Open, Atene                            | Terra rossa | Carlos Di Laura   | Libor Pimek Blaine Willenborg | 7-5, 4-6, 2-6 |
| 5.     | 28 settembre 1986 | Torneo Godó, Barcellona                       | Terra rossa | Carlos Di Laura   | Jan Gunnarsson Joakim Nyström | 3-6, 4-6      |
| 6.     | 14 giugno 1987    | ATP Bologna Outdoor, Bologna                  | Terra rossa | Blaine Willenborg | Emilio Sánchez Sergio Casal   | 3-6, 2-6      |
| 7.     | 7 agosto 1988     | Austrian Open, Kitzbühel                      | Terra rossa | Joakim Nyström    | Emilio Sánchez Sergio Casal   | 4-6, 5-7      |